# Adenomera nana
Adenomera nana es una especie de anfibio anuro de la familia Leptodactylidae.

## Distribución geográfica
Esta especie es endémica del estado de Santa Catarina en Brasil. Habita a 800 m de altitud.

## Taxonomía
Esta especie fue encontrada en su sinonimia con Adenomera marmorata por Axel Kwet en 2007, donde fue colocada por William Ronald Heyer en 1973.

## Publicación original
- Müller, 1922 : Über eine Sammlung Froschlurche von Sta. Catharina nebst Beschreibung zweier neuer Arten. Blätter für Aquarien- und Terrarienkunde, vol. 33, p. 167-171[6]